# Microsania albani
Microsania albani är en tvåvingeart som beskrevs av Chandler 1994. Microsania albani ingår i släktet Microsania och familjen svampflugor.
Artens utbredningsområde är Filippinerna. Inga underarter finns listade i Catalogue of Life.